# Diffuses großzelliges B-Zell-Lymphom
Als diffuses großzelliges B-Zell-Lymphom (DLBCL; engl. diffuse large B-cell lymphoma) bezeichnet man einen Tumor der B-Lymphozyten, einer Untergruppe der weißen Blutzellen. Es ist das häufigste Non-Hodgkin-Lymphom bei Erwachsenen.

## Unterteilung
Nach der Unterteilung der WHO gehört es zu den blastischen, reifzelligen B-Zell-Neoplasien, die als aggressiv maligne gelten.
Klinisch am häufigsten ist die morphologische Unterteilung:

### Zentroblastisches Lymphom
Dieses gilt als häufigster Subtyp und zeigt Zellen mit hellen Kernen, die zum Teil mehrfach eingeschnürt sind. Außerdem zeigen sich vermehrt randständige Nukleolen. Bei ca. einem Drittel der Patienten findet man die Translokation t(14;18)(q21;q34).

### Immunoblastisches Lymphom
Es zeigen sich große Zellen mit typischem basophilen Zytoplasma und einem zentralen einzelständigen Nukleolus im Kern. Der Tumor wird als immunoblastisch eingestuft, wenn der Großteil der Zellen Immunoblasten sind und nur wenige Zentroblasten sich zeigen. Die Prognose für den Patienten fällt allerdings schlechter aus, als beim zentroblastischen Lymphom.

### Anaplastisches Lymphom
Die Zellen zeigen nur wenige bis keine Merkmale der typischen B-Lymphozyten und sind daher schwer zuzuordnen.

## Häufigkeit
Als eine der häufigsten Neoplasien des Lymphsystems trifft das diffuse großzellige B-Zell-Lymphom 7–8 Personen pro 100.000 Menschen jährlich. Es ist unter Kindern selten, zeigt einen Häufigkeitsgipfel bei etwa 70 Jahren und ist bei Männern häufiger als bei Frauen.

## Symptome
Typischerweise führt das diffuse großzellige B-Zell-Lymphom durch eine rasche Vermehrung und Ansammlung von Tumorzellen in lymphatischen Organen zu einer Vergrößerung von Lymphknoten und Milz. Zudem können so genannte B-Symptome bestehen (Fieber, Nachtschweiß und Gewichtsverlust). Befallen die Lymphomzellen das Knochenmark, können die normalen blutbildenden Zellen dort verdrängt werden. Dies zeigt sich in einer Anämie (Mangel an roten Blutkörperchen), die zu Müdigkeit und geringerer Leistungsfähigkeit führt, einer Leukopenie (Mangel an weißen Blutkörperchen), die die Anfälligkeit für Infektionen erhöht, und einer Thrombopenie (Mangel an Blutplättchen), die das Blutungsrisiko steigert.

## Diagnose
Zur Diagnose des diffusen großzelligen B-Zell-Lymphoms wird ein vergrößerter Lymphknoten chirurgisch entnommen und histologisch, immunhistochemisch und genetisch untersucht. Mithilfe von Genexpressionsanalysen wird das diffuse großzellige B-Zell-Lymphom in zwei Subtypen unterteilt, die sich hinsichtlich ihres Profils an aktivierten Genen und Mutationen unterscheiden: das GCB-DLBCL und das ABC-DLBCL. Das GCB-DLBCL stammt von einer B-Zelle des Keimzentrums (germinal center B-cell) eines Lymphknotens ab und hat eine günstigere Prognose als das ABC-DLBCL, das von einer aktivierten B-Zelle (activated B-cell) abstammt. Außerdem kann mittels FISH (Fluoreszenz-in-situ-Hybridisierung) eine mögliche Mutation der Gene MYC, BCL-2 und BCL-6 bestimmt werden. Bei einer Mutation von zwei (double hit) oder drei der Gene (triple hit) liegt ebenfalls eine ungünstigere Prognose vor.
Um die Ausbreitung der Lymphomzellen in andere Körperregionen zu bestimmen (Staging), wird eine Computertomographie von Hals, Brust- und Bauchraum sowie Becken durchgeführt. Ein möglicher Knochenmarkbefall wird mit einer Knochenmarkbiopsie bestimmt.
Je nach Ausbreitung der Lymphomzellen wird das diffuse großzellige B-Zell-Lymphom in verschiedene Krankheitsstadien nach der Ann-Arbor-Klassifikation eingeteilt, die wichtig sind, um die jeweilige Prognose einzuschätzen und daraus die Therapie abzuleiten. Weitere wichtige Faktoren, die die Prognose und Therapie beeinflussen, werden nach dem Internationalen Prognostischen Index (IPI) eingeteilt und beinhalten: ein hohes Patientenalter (> 60 Jahre), ein erhöhter LDH-Wert im Blut, ≥ 2 extralymphatische Herde von Lymphomzellen und ein Allgemeinzustand des Patienten von ≥ 2 nach dem ECOG-Score.

## Therapie
Nach der Diagnose wird eine rasche Therapie angestrebt. Als Standardtherapie des diffusen großzelligen B-Zell-Lymphoms gilt eine Immun-Polychemo-Therapie (R-CHOP) aus Rituximab (einem Anti-CD20-Antikörper) in Kombination mit Cyclophosphamid, Doxorubicin, Vincristin (Onkovin) und Prednison. Darüber hinaus werden neue Therapieansätze in klinischen Studien getestet.
Seit 2017 ist ein gentherapeutischer Ansatz zugelassen.

## Prognose
Die Prognose des diffusen großzelligen B-Zell-Lymphoms hängt von der Tumorausbreitung (nach der Ann-Arbor-Klassifikation), dem Vorliegen weiterer Risikofaktoren (nach dem Internationalen Prognostischen Index) und der Tumorgenetik ab. Bezüglich der Tumorgenetik unterscheidet man den prognostisch günstigeren GCB-Typ und den ungünstigeren ABC-Typ. Zusätzliche Hinweise auf eine ungünstige Prognose geben die Mutation von zwei oder drei der Gene MYC, BCL-2 und BCL-6 (Double- bzw. Triple-hit-Lymphome).